# Station Pęckowo
Station Pęckowo is een spoorwegstation in de Poolse plaats Pęckowo.